# 康提基号探险
康蒂基号探险是1947年由挪威探险家和作家托尔·海尔达尔 (Thor Heyerdahl）率领的木筏旅程，该旅程从南美洲横渡太平洋到波利尼西亚群岛。木筏以印加神Viracocha的名字命名为“康蒂基（Kon-Tiki）” ，据说“Kon-Tiki”是该印加神的一个古老的名字。海尔达尔关于这次探险的书名为The Kon-Tiki Expedition: By Raft Across the South Seas 。 1950年的一部纪录片获得了奥斯卡最佳纪录片奖。一部2012年剧情长片获得奥斯卡最佳外语片奖提名。